# Sur la vue et les couleurs

Sur la vue et les couleurs (allemand : Über das Sehn und die Farben) est un traité en 2 chapitres et 14 paragraphes publié par Arthur Schopenhauer en mai 1816 à l'âge de 28 ans. Pendant l'hiver 1813 Schopenhauer avait longuement discuté avec Johann Wolfgang Goethe de son Traité des couleurs de 1810 et partageait pour l'essentiel les vues de celui-ci.
La base initiale de la théorie des couleurs de Schopenhauer est tirée du chapitre de Goethe sur les couleurs physiologiques qui traite de trois paires principales de couleurs contrastées: rouge/vert, orange/bleu, et jaune/violet. Cette théorie contraste avec la théorie de Newton qui propose de comprendre la lumière blanche comme la fusion d'une quantité infinie de rayons lumineux intrinsèquement colorés, et avec la vulgarisation qu'en a donné Voltaire avec sept couleurs divisant celles issues du prisme. En accord avec Aristote, Schopenhauer considère que les couleurs surgissent du mélange de l'obscurité trouble et nuageuse avec la lumière. Le blanc et le noir étant situées aux deux extrêmes de l'échelle, les couleurs sont disposées en série selon le rapport mathématique entre les proportions de lumière et d'obscurité. Schopenhauer accepte l'affirmation de Goethe selon laquelle l'œil tend vers une somme totale composée d'une couleur doublée de son spectre, ou image rémanente. Schopenhauer arrange les couleurs de telle sorte que la somme de toutes les couleurs et de leur rémanence complémentaire est toujours égale à l'unité. L'activité complète de la rétine produit du blanc. Lorsque l'activité de la rétine est divisée, la partie de l'activité rétinienne inactive et non stimulée par la couleur peut être considérée comme l'image rémanente fantomatique complémentaire que Schopenhauer et Goethe appellent un spectre physiologique.

## Histoire
Schopenhauer rencontra Goethe en 1813 dans le salon de sa mère à Weimar. En novembre Goethe félicita Schopenhauer pour sa thèse de doctorat sur la quadruple racine du principe de raison suffisante. Les deux hommes étaient d'opinion que les représentations visuelles donnent plus de connaissances que ne le font les concepts. Durant l'hiver 1813/1814 Goethe montra ses expériences à Schopenhauer et ils discutèrent de la théorie des couleurs. Goethe encourageât Schopenhauer à écrire sur la vision et les couleurs. Schopenhauer écrivit en quelques semaines à Dresde en 1815. Après sa publication en juillet 1815 Goethe rejeta plusieurs des conclusions de Schopenhauer, en particulier sur la question de savoir si le blanc est un mélange de couleurs. Il était aussi déçu que Schopenhauer ait considéré la question entière de la couleur comme un problème mineur. Goethe eut enfin le sentiment que Schopenhauer donnait l'impression d'avoir seul conçu la véritable théorie comme si lui, Goethe, n'avait fait que rassembler des données. Une différence majeure entre les deux hommes était que Goethe considérait la couleur comme une propriété objective de la lumière et les ténèbres. L'idéalisme transcendantal kantien de Schopenhauer s'opposait au réalisme de Goethe. Pour Schopenhauer la couleur est subjective en ce qu'elle existe totalement dans la rétine du spectateur. Comme tel l’œil peut être excité de diverses manières par des stimuli externes ou des conditions corporelles internes. La lumière est un type de stimulus de couleur parmi d'autres.
En 1830, Schopenhauer publia une édition révisée de sa théorie des couleurs. Le titre en était Theoria colorum Physiologica, eademque primaria (Théorie physiologique fondamentale de la couleur). Il parut dans les Scriptores ophthalmologici minores (Petits écrits ophtalmologiques) de Justus Radius. « Ce n'est pas la simple traduction de la première édition, » écrivait-il, « il en diffère sensiblement dans la forme et la présentation et le sujet en est grandement enrichi » . Parce qu'il était écrit en latin, Schopenhauer croyait que les lecteurs étrangers seraient en mesure d'en apprécier la valeur.
Une seconde édition améliorée de Sur la vue et les couleurs fut publiée en 1854. Une troisième édition, éditée par Julius Frauenstädt, fut publiée en 1870.

## Contenu

### Préface de la seconde édition
Bien que ce travail s'intéresse principalement à la physiologie, il possède une valeur philosophique. Par l'acquisition de la connaissance de la nature subjective de la couleur, le lecteur aura une compréhension plus profonde de la doctrine de Kant sur les formes intellectuelles a priori et subjectives de toute connaissance. Ceci est en opposition au réalisme contemporain qui prend simplement l'expérience objective comme positivement donnée. Le réalisme ne comprend pas que c'est par le subjectif que l'objectif existe. Le cerveau de l'observateur se dresse comme un mur entre le sujet observant et la nature réelle des choses.

### Introduction
Goethe a rendu deux services : (1) Il a libéré la théorie des couleurs de sa dépendance à l'égard de Newton, et (2) il a fourni une présentation systématique des données pour une théorie de la couleur.
Avant de discuter de couleur quelques remarques préliminaires doivent être faites concernant la vision. Dans le § 1, il est montré que la perception des objets perçus extérieurement dans l'espace est un produit de la compréhension de l'intellect après qu'il a été stimulé par les sensations en provenance des organes sensoriels. Ces remarques sont nécessaires pour que le lecteur puisse être convaincu que les couleurs sont entièrement et seulement dans l’œil et sont complètement subjectives

### Chapitre 1- De la vue

#### § 1
la perception intuitive, ou la connaissance d'un objet, n'est pas seulement sensuelle mais aussi intellectuelle. La compréhension de l'intellect considère chaque impression sensuelle dans le corps de l'observateur comme venant d'une cause extérieure. Cette transition de l'effet à la cause est la connaissance de l'entendement pur et non une conclusion rationnelle ou une combinaison de concepts et de jugements selon les lois logiques. La connaissance d'un objet ne résulte jamais d'une simple impression mais toujours de l'application de la loi de causalité et donc de la compréhension. La loi de causalité est la seule forme de compréhension et la pré condition de possibilité de toute perception objective.
L'illusion se produit lorsque est donnée à la compréhension des sensations inhabituelles. Si les sensations deviennent habituelles, l'illusion peut disparaître .
La compréhension intellectuelle -ou la connaissance de la cause objective d'une sensation subjective- est ce qui distingue les animaux des plantes. Tous les animaux sont capables de percevoir les objets de manière intuitive.
La couleur est généralement attribuée à des organismes extérieurs. La couleur cependant est véritablement le fait de l'activité de la rétine. C'est une sensation. Le corps externe est perçu comme la cause de la sensation de couleur. Nous disons : « Le corps est rouge ». En réalité cependant, la couleur n'existe que dans la rétine de l'œil. Elle est distincte de l'objet externe. La couleur est une simple sensation de l'organe des sens. L'objet externe est perçu par la compréhension de l'intellect comme étant la cause des sensations.

### Chapitre 2- Des couleurs

#### § 2
Newton, Goethe et tous les théoriciens de la couleur ont commencé par enquêter sur la lumière et les objets colorés afin de trouver la cause de la couleur. Ils auraient dû commencer par enquêter sur l'effet du phénomène donné sur les changements intervenus dans l’œil. Nous pouvons par la suite étudier les causes physiques et chimiques externes de ces sensations.
La réaction de l'œil à un stimulus externe est une activité, pas une réponse passive. C'est l'activité de la rétine. Lorsque la rétine reçoit une impression pleine de lumière ou quand la blancheur apparaît, elle est pleinement active. Lorsque la lumière est absente ou quand l'obscurité apparaît, la rétine est inactive.

#### § 3
Il y a des gradations de l'intensité ou de la force de l'activité de la rétine, ou dans une réaction à un stimulus externe. L'activité indivise de la rétine est divisée en degrés plus ou moins forts selon qu'elle est stimulée par la lumière pure ou la blancheur. Lorsqu'elle est stimulée par la lumière, les degrés sont les suivants: Lumière - mi-ombre -  Obscurité. Lorsqu'elle est stimulée par la blancheur, les degrés sont les suivantes : Blanc - Gris - Noir. C'est ainsi que sont vus les gris. L'intensité ou l'énergie de l'activité de la rétine augmente quand plus de lumière ou de blancheur stimule l’œil. Ces gradations sont rendues possibles par l'intensité de la divisibilité quantitative de l'activité de la rétine.

#### § 4
L'activité de la rétine possède aussi une intense divisibilité quantitative. Toute l'étendue de la rétine est divisé en d'innombrables petites taches ou points juxtaposés. Chaque point est individuellement stimulé par la lumière ou la blancheur et réagit séparément. L'œil peut recevoir de nombreuses impressions en une seule fois et donc côte à côte.

#### § 5
La division qualitative de cette activité est complètement différente des deux divisions quantitatives. Elle survient lorsque la couleur est présente à l'œil. Schopenhauer a décrit la manière dont différents points ou des endroits sur la rétine deviennent fatigués d'être stimulés. Après avoir regardé une silhouette noire sur fond blanc, les points hyperactifs et excités de la rétine s'épuisent et ne réagissent pas à la stimulation lorsqu'enfin l’œil se détourne. Une apparition fantomatique d'un fond noir est perçue comme une forme de couleur claire. Les emplacements rétiniens épuisés par la blancheur sont complètement inactifs. Les emplacements rétiniens restés au repos peuvent facilement être stimulés. Ceci explique l'image rémanente (spectre physiologique). Tant Goethe que Schopenhauer utilisent le mot «spectre» [Spektrum], du mot latin «spectre» qui signifie « l'apparence » ou « apparition », pour désigner une image rémanente.
Si, au lieu de blanc nous fixons du jaune, l'image rémanente (ou spectre de couleurs physiologiques) est violette. Le jaune, à la différence du blanc, ne stimule pas entièrement ni n'épuise l'activité de la rétine. Le jaune stimule partiellement des points sur la rétine et laisse ces points partiellement non stimulés. L'activité de la rétine a été qualitativement divisée et séparée en deux parties. Les parties non stimulées donnent une image rémanente violette. Le jaune et le violet sont compléments l'un de l'autre car ils s'unissent dans la complète activité rétinienne. Le jaune est plus proche du blanc, de sorte qu'il active la rétine plus que le violet qui est plus proche du noir.
Une couleur orange n'est pas aussi proche du blanc. Elle n'active pas la rétine autant que le jaune. Le complètent de l'orange est bleu, qui est beaucoup plus près du blanc que n'est le violet. Une couleur rouge est à mi chemin entre le blanc et le noir. Le complètent du rouge est le vert, qui est aussi à mi-chemin entre le blanc et le noir. Avec le rouge et le vert, l'activité qualitative divisée de la rétine se compose de deux moitiés égales.
Le rouge et vert sont deux moitiés qualitatives complètement égales de l'activité de la rétine. L'orange représente les ⅔ de cette activité et son complément, le bleu, en représente seulement le ⅓. Le jaune représente les ¾ de l'activité totale et son complément, le violet, seulement ¼.
La gamme de toutes les couleurs contient une série continue de nuances innombrables qui se mélangent les unes aux autres. Pourquoi le rouge, le vert, l'orange, le bleu, le jaune et le violet sont-ils considérés comme les plus importants? Parce qu'ils représentent l'activité de la rétine par les fractions ou les ratios les plus simples. La même chose est vraie des sept notes de la gamme musicale diatonique: do, ré, mi, fa, sol, la, si. La couleur est l'activité qualitative divisée de la rétine qui a une tendance naturelle à déployer son entière activité. Après la rétine a été en partiellement stimulée, son complément restant est actif comme le spectre physiologique ou image rémanente. De cette façon, la rétine est complètement et totalement active.
La connaissance de ces six couleurs est innée dans l'esprit. Elles sont idéales et ne sont jamais trouvées pures dans la nature, de même que sont innées les figures géométriques régulières. Nous les avons a priori dans nos esprits comme des normes auxquelles comparer les couleurs réelles. Ces trois paires de couleurs sont de pures anticipations subjectives épicuriennes parce qu'elles s'expriment en ratios mathématiques simples et rationnels comparables aux sept tons de l'échelle musicale et à leurs nombres rationnels de vibrations.
Le noir et le blanc ne sont pas des couleurs, car ce ne sont pas des fractions et ne représentent aucune division qualitative de l'activité rétinienne. Les couleurs apparaissent en paires comme l'union d'une couleur et de son complément. La division de Newton en sept couleurs est absurde car la somme de toutes les couleurs de base ne peut être un nombre impair.

#### § 6
L'activité qualitative divisée de la rétine présente une polarité comparable à celle de l'électricité et du magnétisme mais la polarité de la rétine se place dans le temps quand la polarité des deux autres est située dans l'espace. L'activité de la rétine est divisée en deux parties qui se conditionnent mutuellement et cherchent à se réunir. Rouge, orange, jaune et pourrait être conventionnellement désignés par un signe plus. Vert, bleu et violet pourraient être les pôles négatifs.

#### § 7
Selon Goethe, la couleur est comme l'ombre ou le gris en ce sens qu'elle est plus foncée que le blanc et plus lumineuse que le noir. Cependant, la différence entre les gris et les couleurs est la suivante. La lumière est l'activité de la rétine. L'obscurité est l'inactivité de la rétine. Les gris apparaissent lorsque l'intensité ou la force de l'activité de la rétine est amoindrie. Les couleurs apparaissent lorsque l'ensemble de l'activité de la rétine est divisée en pôles complémentaires partiels en fonction de ratios. Avec la seule division purement quantitative de l'activité de la rétine, il y a seulement une diminution progressive (par degrés) de l'intensité ou de la force de la pleine activité de la rétine. Aucune division fractionnelle de l'activité des ratios ne se produit. Cette diminution progressive d'intensité amène les tons gris. Cependant, avec la division fractionnelle qualitative de l'activité de la rétine, l'activité de la partie qui apparaît colorée est nécessairement conditionnée par l'inactivité de la partie fractionnelle complémentaire. Du contraste polaire entre les parties actives et inactives résulte la couleur. La vive activité partielle du point stimulé de la rétine est soutenue par l'inactivité partielle de ce même point. L'obscurité de chaque couleur apparaît comme son image rémanente ou son spectre. Inversement, quand on regarde une image rémanente, ou le spectre physiologique, la couleur préexistante est le facteur d'obscurcissement.

#### § 8
Newton reconnut que la couleur est plus foncée que le blanc ou le clair. À tort étudia-t-il la lumière au lieu de l'œil, l'objectif au lieu du subjectif. Ce faisant, il a affirmé que les rayons lumineux sont composés de sept rayons colorés. Ceux-ci étaient comme les sept intervalles de l'échelle musicale. Schopenhauer prétend qu'il n'y a que quatre couleurs prismatiques : le violet, le bleu, le jaune et l'orange. Les rayons décrits par Newton sont censés être diversement colorés selon des lois qui n'ont rien à voir avec l'œil. Au lieu de la division de Newton de la lumière solaire en sept rayons, Schopenhauer affirmait que la couleur était une division de la rétine en deux parties complémentaires. Comme l'oracle de Delphes, Copernic et Kant, Schopenhauer se concentra sur le subjectif plutôt que sur l'objectif, sur l'expérience de l'observateur plutôt que sur l'objet observé. Il croyait en général que le point de vue subjectif amenait à corriger les résultats.
Les couleurs ne sont pas dans la lumière. Les couleurs ne sont rien d'autre que l'activité de l'œil apparaissant en contrastes polaires. Les philosophes ont toujours supposé que la couleur appartient à l'œil plutôt qu'aux choses. Locke, par exemple, affirmait que la couleur était la première de sa liste des qualités secondaires.
La théorie de Newton tient la couleur pour une qualité occulte. La théorie de Schopenhauer prétend être plus explicative. Il dit que chaque couleur est définie par division plus ou moindre de l'activité de la rétine, exprimée comme une fraction qui reflète une sensation de la couleur.

#### § 9
Lorsque toute l'activité de l’œil est complètement qualitativement partitionnée, la couleur et son spectre (rémanence) apparaissent avec un maximum d'énergie comme étant vifs, lumineux, éclatants et brillants. Si la division n'est pas totale cependant, une partie de la rétine peut rester indivise. Il se produit une union de la division intensive quantitative avec la division qualitative de la rétine. Si le reste est inactif, la couleur et son spectre sont perdus car ils s'obscurcissent jusqu'au noir. Si le reste n'est que partiellement inactif, la couleur perd son énergie en se mélangeant avec du gris.

#### § 10
Si l'activité de la rétine est divisée sans reste, ou si le reste est actif, alors une couleur et son spectre (rémanence) sont lumineux ou jaune pâle. Quand une telle couleur et son spectre sont unis, l’œil voit alors de la pure lumière ou du blanc. Le mélange de rouge vif ou pâle avec du vert sur les mêmes points de la rétine par exemple y donne l'impression de lumière ou de blanc. Le blanc ne peut pas être obtenue par le mélange de pigments colorés. Cependant, avec des couleurs provenant d'un prisme, on peut démontrer la production de blanc en utilisant un mélange de lumière colorée à partir de chacune des trois paires principales de couleurs complémentaires: rouge - vert, orange - violet - bleu, ou jaune. Le blanc peut être produit à partir de deux couleurs opposées complémentaires lorsque les deux causes externes de ces couleurs excitent le même endroit de la rétine au même moment. Newton prétend que le blanc pourrait être produit par l'agrégation de ses sept couleurs du prisme. Il a considéré à tort que la couleur résidait dans la lumière plutôt que dans l'œil. Le blanc est le résultat de la combinaison de deux couleurs opposées parce que leur inactivité, c'est-à-dire l'obscurité, est annulée lorsque les deux parties actives de la rétine se combinent.
Selon Newton, la lumière réfractée doit apparaître en couleur. Ce n'est pas le cas cependant avec la lunette achromatique. Les tenants de la théorie newtonienne expliquent cela en disant que la couronne du réfracteur achromatique du verre crown et du verre flint réfractent la lumière comme un tout avec la même intensité mais dispersent les couleurs individuelles différemment. Selon Schopenhauer, il y a achromatisme lorsque la réfraction se dirige dans une direction de la lentille concave et dans une autre direction dans la lentille convexe. Une bande bleue chevauche alors une bande orange tandis qu'une pointe violette couvre le jaune. La rétine divisée qualitativement (la couleur) est ainsi réunie en pleine activité, produisant ainsi l'achromatisme (l'absence de couleur).
Si un observateur regarde un disque blanc sur fond noir à travers un prisme, il voit deux images subsidiaires. Cela est dû à la double réfraction puisque la lumière change de direction à deux reprises, lors de l'entrée et de la sortie du prisme. Avec cette double réfraction, les deux images subsidiaires apparaissent l'une comme dessus, l'autre comme dessous de l'image principale. La distance des deux images subsidiaires par rapport à l'image principale correspond à la « dispersion newtonienne ». La largeur ou l'étroitesse des bandes colorées sont cependant des propriétés non essentielles qui diffèrent selon la qualité de réfraction de la substance utilisée. Le haut de l'image supérieure est violet. Sous le violet se trouve le bleu. Le fond de l'image inférieure est orange. Au-dessus de l'orange il y a le jaune. De cette façon, avec le disque blanc et le fond noir, quatre couleurs prismatiques apparaissent : le violet, le bleu, le jaune et l'orange. Ceci est en désaccord avec l'affirmation de Newton selon laquelle il y a sept couleurs du prisme. Quand l'image supérieure chevauche du noir, elle est perçue violette. Quand elle chevauche du blanc, on la voit bleue. Quand l'image inférieure chevauche du noir, elle est perçue orange. Quand elle chevauche du blanc, elle est perçue jaune. Cela montre comment les couleurs sont produites lorsque les images se mélangent avec soit de  la clarté ou de l'obscurité, conformément aux affirmations de Goethe.

#### § 11
Dans le fonctionnement d'un œil sain, trois types de répartition de l'activité rétinienne se produisent souvent à la fois. 1°) La division quantitative intensive s'unit avec la division qualitative, ce qui entraîne une perte d'énergie des couleurs et une déviation vers la pâleur ou l'obscurité; 2°) Après avoir été excitée par un stimulant extérieur, la division quantitative s'unit avec la division qualitative avec pour résultat que la rétine se couvre de nombreuses points juxtaposés de sensation de couleur; 3°) Lorsque la stimulation cesse, une image rémanente (spectre physiologique) apparaît sur chaque point rétinien.

#### § 12
Les rémanences (spectres) apparaissent après un choc mécanique à l'œil. L'activité de l'œil est convulsivement divisée. des spectres pathologiques transitoires apparaissent en conséquence d'éblouissement ni éblouissement. L'activité de la rétine est désorganisée par la sur-stimulation. Un regard ébloui voit rouge quand il regarde la luminosité et vert quand il regarde l'obscurité. L'activité de la rétine est  fortement divisée par une stimulation puissante. Lorsque l’œil se contraint à voir dans la pénombre, la rétine est volontairement activée et intensément divisée. Des lunettes bleues contrent l'effet de bougies orange et produisent l'effet de la lumière diurne. Une preuve supplémentaire de la nature subjective de la couleur, à savoir que c'est une fonction de l'œil lui-même et n'est que secondairement liée aux objets extérieurs, est donnée par le daguerréotype. Il montre objectivement que la couleur n'est pas essentielle à apparence d'un objet. Aussi les daltoniens verraient la couleur si elle était dans l'objet et non pas dans l'œil.

#### § 13
Les couleurs et les lois par lesquelles elles apparaissent résident dans l'œil. La cause externe de la couleur est un stimulus qui excite la rétine et sépare sa polarité. Goethe avait organisé la couleur en trois classes : physiologiques, physiques et chimiques. Il a avancé que les causes externes de couleur sont des couleurs physiques et des couleurs chimiques,.

##### Couleurs physiques
Les couleurs physiques sont temporaires. Elles existent lorsque la lumière se combine avec un milieu nuageux transparent ou translucide comme la fumée, du brouillard ou un prisme de verre. Elles sont compréhensibles car nous savons qu'elles résultent d'une partie de la division qualitative de l'activité rétinienne. La lumière est le stimulus extérieur physique de l'activité de la rétine. Plus en nous savons sur l'effet (couleur en tant que fait physiologique), plus on peut en savoir a priori sur sa cause extérieure. 
1°) Le stimulus externe peut seulement exciter la couleur qui est la division polaire de la rétine. 
2°) Il n'y a pas de couleurs individuelles. Les couleurs viennent en couples car chaque couleur est la partie qualitative de l'activité totale de la rétine. La partie restante est la couleur complémentaire de la couleur. 
3°) Il existe un nombre infini de couleurs. Trois paires sont distinguées par des noms qui leur sont propres cependant, parce que l'activité de la rétine est bipartitionnée dans une proportion rationnelle qui se compose de simples numéros. 
4°) Une cause extérieure de couleur agissant comme un stimulus est susceptible d'être changée et infiniment modifiée autant que l'activité de la rétine peut être infiniment divisée qualitativement. 
5°) Dans l'œil, la couleur est une nuance de blanc trouble. Cet ombrage est la partie au repos de la rétine tandis que l'autre partie de la rétine est active. La théorie de Newton affirme que chaque couleur prismatique correspond au septième de l'ensemble de la lumière. Si, au lieu de sept, nous supposons un nombre infini de rayons lumineux, chaque couleur serait alors une fraction infiniment petite de l'ensemble de la lumière. La théorie de Schopenhauer prétend cependant que le jaune est aussi brillant que ¾ de blanc. L'orange est ⅔ , le rouge est ½, le vert est ½, le bleu est ⅓ et le violet est ¼ aussi brillant que blanc. La cause externe de la couleur est une lumière diminuée qui transmet autant de lumière à la couleur qu'elle transmet d'obscurité au complément de la couleur. Contrairement à Goethe, pour Schopenhauer le phénomène primaire, ou la limite de l'explication, n'est pas une cause extérieure mais la capacité "organique de la rétine de laisser son activité nerveuse apparaissent en deux moitiés qualitativement opposées, parfois égales, parfois inégale ...." ,.

##### Couleurs chimiques
les couleurs chimiques sont des propriétés plus durable d'un objet externe, telle que la couleur rouge d'une pomme. Une couleur chimique est incompréhensible parce que nous ne connaissons pas sa cause. Son apparence est seulement connue par l'expérience et ce n'est pas une partie essentielle de l'objet. Les couleurs chimiques résultent de changements à la surface d'un objet. Un léger changement dans la surface peut entraîner une couleur différente. La couleur par conséquent n'est pas une propriété essentielle d'un objet. Cela confirme la nature subjective de la couleur.

#### § 14
Schopenhauer ne craignait pas que ses découvertes puissent être attribuées à des penseurs antérieurs. "Car avant 1816, à aucun moment, personne ne s'est avisé de considérer la couleur... comme étant l'activité réduite de moitié de la rétine, et par conséquent d'attribuer à chaque couleur sa fraction numérique déterminée - une fraction qui, avec une autre couleur, réalisera l'unité, cette unité représentant le blanc ou l'activité complète de la rétine". Schopenhauer critiqua les scientifiques qui pensaient que la couleur existe dans les objets extérieurs plutôt que dans l'œil du spectateur. Il refusait la couleur en tant que vibrations d'un éther. Selon Schopenhauer, les raies de Fraunhofer n'existent pas dans la lumière elle-même. Elles sont la résultante de la lumière passant à travers les bords de la fente.

## Lettre à Eastlake
En 1841 Schopenhauer écrivit en anglais à Charles Lock Eastlake dont la traduction anglaise du traité de Goethe sur les couleurs avait récemment été recensée dans plusieurs revues. Schopenhauer joignit une copie de son propre essai De la vue et des couleurs vision. Il communique brièvement le principal point de son livre :

« ... si, en tenant compte des fractions numériques (de l'activité de la rétine) par lequel je tiens à exprimer les 6 couleurs principales, Vous contemplez ces couleurs séparément, alors vous trouverez que c'est seulement en cela, et par aucune autre théorie au monde, vous en viendrez à comprendre la sensation particulière qui produit toutes les couleurs dans votre œil et pourrez ainsi obtenir un aperçu de l'essence même de toutes les couleurs et de la couleur en général. De même seule ma théorie donne le vrai sens dans lequel la notion de couleurs complémentaires est à prendre à savoir : comme n'ayant pas de référence à la lumière mais à la rétin, et ne pas être une redintegration [restauration] de la lumière blanche mais de la pleine l'action de la rétine qui, par chaque couleurs subit une bipartition soit en jaune (3 / 4) et violet (1 / 4) ou en orange (2 / 3) et bleu (1 / 3) ou en rouge (1 / 2) et vert (1 / 2). Ceci est en bref le grand mystère. »

Il explique ainsi que la couleur résulte de la façon dont la rétine réagit à la sensation. La cause peut en être une légère pression sur la rétine par exemple. Les fractions de deux couleurs complémentaires tendent vers l'unité. Le blanc est l'activité entière et indivise de la rétine.